# Génova (vela)

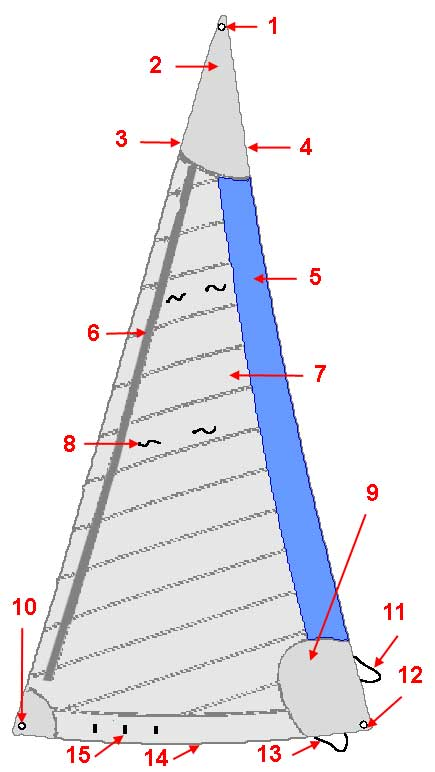
Esquema de un génova

Génova es un tipo de foque grande utilizado en embarcaciones con aparejo bermuda o Marconi, normalmente de un solo palo (sloop) o en barcos de dos palos como la yola y el queche.

## Etimología
Génova tomó el nombre de la ciudad de Génova, donde se empleó por primera vez.

## Descripción
Su gran superficie, aumenta la velocidad de la embarcación con vientos moderados, en condiciones de viento fuerte se sustituye por un foque o incluso por un tormentín. La característica que distingue un génova de un foque es que el primero sobrepasa el palo.

## Definición
El término génova se utiliza a menudo como sinónimo de foque, aunque técnicamente hay una distinción clara. El foque es menor que el triángulo de proa, que es el triángulo formado por el palo, la cubierta y el estay. El génova es más grande, con la baluma pasando del palo y superponiéndose con la vela mayor. Para maximizar el área de la vela, el pujamen generalmente va paralelo y muy cercana a la cubierta. Los génovas se clasifican por el porcentaje de solapamiento. Este se calcula midiendo la distancia entre las perpendiculares del puño de amura y del puño de escota del génova, llamado LP. Un génova 150 % tendría el LP un 50 % mayor que la longitud del 
triángulo de proa. En las Clases homologadas de regatas de vela se suele especificar un límite a la medida de génova. Los diferentes tipos de génova se solapan, un "génova 1" puede ser un 150 %, y un "génova 2", un 125 %. Los foques se definen también por la misma forma, con superposiciones de 100 % o menos. Bajo las normas de competición, a la mayoría de barcos se les permite un génova de un 155 % sin sanción.

## Maniobra
El aumento de la superficie de la vela hace la maniobra más difícil que la de un foque. Es más difícil hacer bordos con un génova, ya que la zona de solapamiento se puede enredar con los obenques o el palo, durante la bordada. Los génovas son muy populares en algunas de las "clases" homologadas de regatas, ya que por el "rating" se cuenta sólo en la zona del triángulo de proa en el cálculo de tamaño del foque, y así un génova permite un aumento significativo de la superficie vélica real respecto de la superficie de la vela que entra en el cálculo del "rating". En barcos sin restricciones de vela, se pueden encontrar génovas con un 200 % de solapamiento, aunque más de un 150 % no es muy corriente, ya que la superficie adicional queda a la sombra de la vela mayor, y en ciertos ángulos de ceñida genera rendimientos decrecientes en términos de potencia por superficie vélica.

## El gennaker
El gennaker existe desde hace varias décadas, y como su nombre indica, es un híbrido entre un génova y un spinnaker. El gennaker, nombre de marca de North Sails, es una vela de crucero basada en el spinnaker Tipo 0 utilizado en embarcaciones de regatas. Los gennakers (similares al tipo 0) y algunas variantes ofrecidas por otros fabricantes son más grandes que un génova (un 200 % de solapamiento es bastante común) y tienen una cuerda mucho mayor, para generar más empuje cuando se navega un poco abierto que del través. El gennaker de corte plano puede ser eficaz para ángulos cerrados como 60 o 70 grados. Los spinnakers tienen un aprovechamiento del viento mucho mejor que los gennakers con ángulos respecto al viento por encima de los 135-150 grados.

## Historia

Un foque a la izquierda, ante un génova aproximadamente 110 %, a la derecha. El triángulo de proa se resalta en rojo.

El génova lo diseñó y utilizó por primera vez en regata el navegante sueco Sven Salén (1890-1969) en su R-yacht de 6 m May-Be, en una regata en Génova (Copa Tirreno). El concepto de foque superpuesto era ya conocido y utilizado hacía siglos por los pescadores holandeses en los barcos tipo Botter. Salén ganó ese mismo año la Gold Cup, en Oyster Bay. El nombre de estas velas conmemora la primera gran regata (Génova), donde se utilizaron con éxito. 
En el influyente libro del Dr. Manfred Curry Yacht Racing, se describen sus experimentos sistemáticos sobre maquetas de yates en túneles de viento durante los años 1920 y 1930. Mostró la analogía del efecto de los foques con los deflectores de las alas de los aviones, y declaró que un mayor solapamiento aumenta el efecto ranura entre el foque y la vela mayor, especialmente cuando se utiliza con una vela totalmente relingada. Indica correctamente que el foque mejora el rendimiento de la mayor, pero parecía ilógico que la mayor mejorara el rendimiento del foque. 
Curry, que tuvo dificultades para promover su concepto, escribe:

"Parecía imposible convencer a los navegantes mediante la publicación de artículos del valor del "foque superpuesto" para ganar barlovento, hasta que en una regata en Génova (Italia), el barco sueco "Maybe" venció a los estadounidenses de seis metros con estos grandes foques".

Sin embargo, Curry no evaluó la distribución óptima de la superficie, considerando toda la superficie de la vela. La investigación moderna ha demostrado que cuando se solapa el foque no se libera el área de la mayor. En general es más eficaz utilizar una mayor más grande o un foque alto (o ambos) y reducir el solapamiento correspondiente del foque. 
Sin embargo, las primeras explicaciones de la interacción del foque superpuesto con la mayor, resultaron erróneas. Una explicación correcta de la interacción entre el foque y la vela mayor fue publicado por el experto en aerodinámica y navegante Arvelo Gentry en 1981, y "es mucho más complicado de lo que las viejas teorías explicaban". Gentry indica que la explicación del efecto ranura está "completamente equivocada" y demuestra que no se debe al efecto Venturi (o "efecto de válvula" para utilizar el término de Curry) por la aceleración del aire en la ranura. En cambio, demuestra que el aire en la ranura se enlentece (su velocidad es más baja) y su presión aumenta, lo que reduce la tendencia de la vela mayor a entrar en pérdida. La vela mayor ve cómo la presión en el lado de sotavento disminuye, permitiendo que el barco ciña mejor. Gentry señala que la correcta comprensión de esta interacción permite hacer mejor el trimado de las velas.